# لي لويسين
لي لويسين (بالإنجليزية: Le Luisin)‏ هو أحد جبال سلسلة جبال الألب شابلايس ويقع في كانتون فاليز في سويسرا. يحتل المرتبة رقم 273 في قائمة جبال سويسرا من حيث الارتفاع، إذ يبلغ ارتفاعه حوالي 2786 متر، بينما يبلغ ارتفاع نتوء الجبل 324 متر.